# سوزان داوني
سوزان نيكول داوني (بالإنجليزية: Susan Downey) ( ولدت في 6 نوفمبر 1973)، هي منتجة أفلام أمريكية. شغلت منصب الرئيس المشارك لشركة دارك كاسل إنترتينمنت ونائب الرئيس التنفيذي للإنتاج في سيلفر بيكتشرز (شركة الإنتاج الخاصة بجويل سيلفر) حتى فبراير 2009. وهي متزوجة من روبرت داوني جونيور. وقد شكل الزوجان شركة إنتاج خاصة بهما تسمى تيم داوني.

## روابط خارجية
- سوزان داوني على موقع IMDb (الإنجليزية)
- سوزان داوني على موقع ألو سيني (الفرنسية)
- سوزان داوني على موقع أول موفي (الإنجليزية)
- سوزان داوني على موقع بوكس أوفيس موجو (الإنجليزية)
- سوزان داوني على موقع قاعدة بيانات الأفلام السويدية (السويدية)
- سوزان داوني على موقع قاعدة بيانات الفيلم (الإنجليزية)
- سوزان داوني على موقع كينوبويسك (الروسية)